# Seneca (Illinois)
Seneca é uma vila localizada no estado americano de Illinois, no Condado de Grundy e Condado de La Salle.

## Demografia
Segundo o censo americano de 2000, a sua população era de 2053 habitantes.
Em 2006, foi estimada uma população de 2087, um aumento de 34 (1.7%).

## Geografia
De acordo com o United States Census Bureau tem uma área de
9,3 km², dos quais 8,6 km² cobertos por terra e 0,7 km² cobertos por água.

## Localidades na vizinhança
O diagrama seguinte representa as localidades num raio de 20 km ao redor de Seneca.